# Lombalgie
Une lombalgie est un état douloureux du rachis lombaire. Lorsqu'elle est aiguë, il s'agit d'un lumbago ou lombago (ou tour de reins dans le langage courant familier, les reins désignant ici la région lombaire).

## Épidémiologie
Les lombalgies affectent une forte majorité de la population (elles touchent entre 40 et 70 % de la population à un moment ou à un autre). Aux États-Unis seulement, les lombalgies entraînant une incapacité de retourner au travail représentent des coûts directs et indirects évalués entre 40 et 50 milliards de dollars US[Quand ?]. Uniquement au Québec, les maux de dos représentaient 30 % de l'ensemble des lésions indemnisées ; pour l'année 2003 seulement, ces lésions entraînaient des débours de plus de 500 millions de dollars canadiens. Chez certains patients lombalgiques, la douleur perdure et s'aggrave au point de limiter considérablement leurs activités quotidiennes, incluant le travail. Des études ont démontré que la fréquence et la gravité des accidents au dos sont trois fois plus élevées chez les travailleurs de la construction que chez ceux des autres secteurs d'activités économiques.
Les maux de dos constituent un enjeu économique dépassant en coût des conditions telles que le cancer, le sida et les maladies du coeur. En particulier, il s'agit de la cause la plus fréquente d'incapacité à travailler chez les personnes de moins de 45 ans, ainsi que la troisième cause chez les 45 ans et plus. L'ampleur de cette problématique a été reconnue par l'Organisation mondiale de la santé (OMS) lorsqu'elle a fait des années 2000 à 2010 « la décennie des os et des articulations ».

## Symptômes
- Douleur de la région lombaire, souvent en barre ;
- survenue brutalement lors d'un effort ;
- irradiation possible vers les fesses, les cuisses, les genoux ;
- majoration des douleurs lors des mouvements et des efforts.
- diminution des douleurs lors du ménagement ou du repos ;
- accompagnée de radiculalgies ou sciatique ;
- La durée des symptômes est variable, souvent quelques jours (lombalgie aiguë), parfois plusieurs années (lombalgie chronique).

## Examens paracliniques
Les examens paracliniques sont habituellement inutiles au diagnostic, qui reste clinique.
La radiographie standard du rachis lombaire n'est réalisée qu'en cas de signaux d'alerte ou de geste chirurgical à prévoir.
Dans les lombalgies chroniques une évaluation osseuse (densitométrie) n'est pas indiquée[réf. souhaitée].

## Causes
Théoriquement, toute lésion du segment mobile intervertébral (ou unité fonctionnelle vertébrale), que l'origine soit discale, articulaire postérieure, ligamentaire, musculaire ou osseuse (ostéoporose, ostéomalacie) peut provoquer une lombalgie. En réalité l'atteinte du disque intervertébral semble le dénominateur commun et le primum movens de la plus grande part de la pathologie mécanique lombaire, qu'elle soit favorisée par une anomalie structurelle (spondylolisthésis, anomalie transitionnelle lombo-sacrée, maladie de Scheuermann, scoliose), posturale (inégalité de longueur des membres inférieurs, faible angle d'incidence lombo-pelvienne responsable de lordose insuffisante) ou par des contraintes excessives (professionnelles ou sportives par exemple) responsables de lésions dégénératives précoces.
Le Propionibacterium acnes, bactérie de l'acné, pourrait également être la cause des lombalgies chroniques,,.

## Traitement
La prise en charge a évolué suivant les pays et les périodes : de plus en plus, la reprise d'une activité physique est préconisée,. L'intérêt des différents types de traitement est difficile à évaluer de manière scientifique, les études comparatives étant complexes et rares en dehors des traitements médicamenteux. La prise en charge est centrée sur le patient et est dite "bio-psycho-sociale", elle s'appuie sur une décision médicale partagée (médecin, kinésithérapeute, psychologue etc.)
- modération des efforts sollicitant le dos, cependant les conseils sur le port et les techniques de levage d'objets lourds restent d'efficacité très modérée[10] ;
- traitement d'une éventuelle obésité ;
- repos strict au lit déconseillé, sauf brièvement en cas de douleurs intenses ;
- supplémentation d'une carence éventuelle en vitamine D ;
- ceintures et corsets lombaires : ils permettent la reprise rapide de l'activité et sont un rappel à l'ordre contre les postures nocives ; la cicatrisation des disques intervertébraux étant au mieux assurée s'il y a action contre les trois facteurs favorisant les discopathies dégénératives lombaires[11] : l'antéposition du tronc, la perte de lordose lombaire, la rétroversion du bassin ; les corsets d'immobilisation vertébrale lordosants de série type GP2S vont dans ce sens[12] ; l'efficacité des correcteurs de posture contre les douleurs n'a pas été prouvée ;
- antalgiques de niveau I selon les critères de l'OMS (paracétamol et ibuprofène) ;
- myorelaxant ;
- anti-inflammatoire : ils peuvent théoriquement avoir un intérêt en cas de phénomène inflammatoire clinique (douleurs nocturnes, dérouillage matinal) ou radiologique (discopathies dégénératives avec diffusion inflammatoire dans le corps vertébral (stades MODIC 1 [13])) ; mais une étude[14] démontrerait que les AINS (et les manipulations vertébrales) n'ont aucun effet bénéfique dans les lombalgies aiguës mécaniques en sus du paracétamol et de simples conseils de mode de vie ;
- médications psychotropes (antidépresseur tricyclique de type amitriptyline, benzodiazépine de type clonazépam) ou antiépileptiques (comme la gabapentine) : intérêt sur la composante neuropathique de la douleur, mais non dénués d'effets secondaires (dépendance);
- infiltration : articulaire postérieure en cas d'arthrose inflammatoire (loco dolenti en cabinet, ou mieux radio-guidée), foraminale sous scanner en cas de radiculalgie avec conflit disco-radiculaire ;
- thermothérapie (application locale de chaleur) ;
- une rééducation avec renforcement de l'activité physique, étirements, renforcement musculaire de la ceinture lombo-pelvienne, semble avoir une certaine efficacité dans les lombalgies chroniques[15], éventuellement aidé par des séances de massage[16] ;
- manipulations vertébrales : elles ne font pas l'objet de consensus, certains vont même jusqu'à réfuter leur utilité[17] ;
- microkinésithérapie : certains praticiens la proposent sur la base d'études de cohortes et en l'absence de consensus professionnel[18] ;
- médecine non conventionnelle[19] : l'ostéopathie et la chiropratique ; l'acupuncture peut avoir une certaine action sur la douleur et la contracture musculaire, mais de manière transitoire[réf. nécessaire]. La Haute Autorité de Santé, qui se charge d'élaborer des recommandations de bonne pratique pour la prise en charge de différentes pathologies, ne les recommande pas car il n'existe pas de données scientifiques montrant une amélioration de la part de ces médecines non conventionnelles[20] ;
- traitement psycho-social : c'est peut-être le temps le plus important, l'évaluation du stress ainsi que de l'insatisfaction au travail ou personnelle pouvant déboucher sur des changements d'orientation (voir ci-après) ;
- les techniques de relaxation, sophrologie[réf. nécessaire], respiration abdominale… ;
- Le vélo est aussi recommandé pour les personnes souffrant de lombalgie car il permet de renforcer les muscles entre les vertèbres[21]. Une pratique excessive peut cependant être un facteur de lombalgie[22] .
- La formule de médecine chinoise Bushen Huoxue combinée à la traction lombaire peut améliorer de manière significative les symptômes cliniques, notamment l'intensité de la douleur, la fonctionnalité, le tonus musculaire et la mobilité de la colonne lombaire chez les patients ayant une lombalgie discogènique[23].

Au cours des 20 dernières années, les connaissances ont évolué sur les aspects cliniques des lombalgies. En France (1981), ce fut sous la direction de Michel Gendrier[réf. nécessaire]. Au Canada (1986), un groupe de spécialistes internationaux, sous la direction du Dr Walter O. Spitzer, avait pour mandat de décrire la fréquence et la distribution des affections vertébrales chez les travailleurs québécois, de proposer une classification des pathologies et des interventions, d'établir des devis d'intervention, de définir des critères de diagnostic et des critères de qualité des soins, de recommander des mesures permettant d'évaluer la qualité des soins et d'identifier des priorités de recherche dans ce domaine. Le groupe de travail a examiné plus de 3 000 dossiers représentatifs de travailleurs compensés pour des problèmes de dos, et a passé en revue plus de 700 articles scientifiques. Le rapport Spitzer a notamment remis en question plusieurs idées préconçues. Contrairement à la croyance populaire, le groupe de travail affirmait qu'il était dans l'intérêt du patient affligé d'un mal de dos de retourner à un travail approprié, malgré les douleurs résiduelles. Il indiquait que l'utilité de la radiographie était limitée et qu'un examen clinique suffit habituellement à identifier la plupart des patients ayant besoin d'une thérapie. Dix ans plus tard, une étude du Department of Health and Human Services des États-Unis confirmait ces résultats étonnants. Quelques années plus tard, des chercheurs britanniques arrivaient aux mêmes conclusions. Puis vint le tour des Australiens, à la fin des années 1990, d'inciter leur travailleurs lombalgiques, notamment par une campagne publicitaire à la télévision, à ne pas rester couchés pendant de longues périodes et à demeurer au travail. En 2006, une étude du Centre fédéral d'expertise des soins de santé de la Belgique conclut que le repos aggrave le mal de dos chronique. Cet organisme gouvernemental belge prescrit de faire de l'exercice physique, de reprendre rapidement ses activités et recommande de ne pas multiplier les traitements inutiles, ni de soumettre un patient lombalgique à une multitude de tests, y compris les radiographies.
Des recommandations sur la prise en charge des lombalgies chroniques ont été publiées en 2006 en Europe et en 2007 aux États-Unis.

## Suivi des lombalgies
L'incapacité chronique ne touche qu'une faible proportion des personnes lombalgiques. Pourtant, les conséquences d'une telle incapacité s'avèrent dommageables autant pour la société dans son ensemble que pour le travailleur et ses proches (absence prolongée du travail, perte de productivité, douleur incapacitante, perte de qualité de vie, difficultés conjugales et familiales, coûts d'indemnisation élevés, frais médicaux substantiels, etc.). La prévention de l'incapacité chronique demeure donc une préoccupation majeure. Des études permettent toutefois de mieux comprendre la dynamique complexe du développement de l'incapacité chronique liée aux maux de dos. Elles ont récemment mis en lumière que l'exposition à des facteurs de stress, combinée à la croyance que l'activité physique est nuisible pour le mal de dos, contribue à la détresse émotionnelle d'une personne. Dans cette situation, une victime de lombalgie évite toute activité physique, ce qui a pour conséquence de favoriser l'accroissement des incapacités. La recherche révèle qu'une perception négative des pratiques en santé et sécurité au travail augmente les peurs par rapport à l'emploi ; le travailleur craignant un retour au travail, de même que la possibilité de s'y blesser à nouveau.
De plus, les résultats suggèrent que l'incapacité chronique de retourner au travail serait associée à une diminution de la sécrétion des hormones préparant l'organisme à faire face au stress. Bien qu'elle devra être confirmée par d'autres études, cette hypothèse pourrait mener à déterminer quels sont les mécanismes qui expliquent, par exemple, le lien entre la détresse psychologique et l'incapacité chronique ou prolongée.

## Pronostic
Selon une méta-analyse publiée en 2012, en cas de lombalgie, 36 % des personnes n’ont plus aucune douleur au bout de maximum 2 semaines après le début des symptômes. 14 % ont leur douleur qui diminue mais ne disparaît pas totalement en 12 semaines. 10 % ont leur douleur qui fluctue sur les 12 premières semaines. Et 5 % ont une douleur qui reste élevée durant 12 semaines.
Chez ceux qui ont encore mal 3 mois après le début des douleurs, 10 % d’entre-eux n’auront plus aucune douleur 9 mois plus tard.

## Recherche
En France, un programme de recherche sur les maladies chroniques piloté par l'APHP se focalise notamment sur la lombalgie depuis 2020. Chaque personne qui est suivie pour des douleurs de dos depuis plus de 3 mois peut y participer en répondant en ligne à des questions 1 fois par mois. Le but est de modéliser la trajectoire des patients lombalgiques chroniques et les facteurs pouvant la prédire, et de développer des stratégies thérapeutiques innovantes pour mieux prendre en charge la lombalgie.